# Raphia sese
Raphia sese là loài thực vật có hoa thuộc họ Arecaceae. Loài này được De Wild. miêu tả khoa học đầu tiên năm 1905.